# Svaneke Sogn
Svaneke Sogn er et sogn i Bornholms Provsti (Københavns Stift).
I 1800-tallet lå Svaneke Sogn i Svaneke Købstad. Den hørte kun geografisk til Øster Herred i Bornholms Amt. Svaneke Købstad blev ved kommunalreformen i 1970 indlemmet i Neksø Kommune, som i 2003 indgik i Bornholms Regionskommune.
I Svaneke Sogn ligger Svaneke Kirke.
I sognet findes følgende autoriserede stednavne:
- Møllebakken (bebyggelse)
- Møllenakke (areal)
- Sandkås Odde (areal)
- Svaneke (bebyggelse)
- Svaneke Bygrunde (bebyggelse, ejerlav)
- Svaneke Markjorder (bebyggelse, ejerlav)
- Vagtbod Nakke (areal)